# Bacchereto
Bacchereto è una frazione italiana di 419 abitanti nel comune di Carmignano in provincia di Prato in Toscana.
Il suo territorio occupa una porzione del rilievo del Montalbano.
Bacchereto è famoso per la produzione del vino di Carmignano DOCG e come ex centro di lavorazione della maiolica fiorentina.

## Geografia fisica

### Territorio
Bacchereto, per la sua posizione e per il paesaggio in mezzo ai boschi, è stato fino al 1960 paese di boscaioli, come ricorda il monumento al boscaiolo scolpito nella piazza del paese. Anche il toponimo Bacchereto nella sua accezione più specifica rimanda a frutti di piante di bosco. I boschi iniziano nei dintorni del paese e si prolungano per chilometri verso la parte più alta del Montalbano sconfinando nei comuni di Capraia e Limite e Vinci.
Le case in posizione isolata sul monte e tra i boschi ebbero un ruolo importante al passaggio della guerra nell'estate del 1944, quando divennero il nascondiglio degli uomini di Bacchereto e dintorni rimasti in paese. Tra le case più importanti dove gli uomini si nascondevano dai tedeschi si ricordano "Midolla" situata a nord di Bacchereto e "la Schezza", nome mutuato dalla strada che le passa accanto, la quale termina a San Giusto e conduce a Via Empolese.
Intorno e sopra Bacchereto molte sorgenti danno origine a corsi d'acqua che cambiano nome a seconda del punto in cui passano. Il Rio del Mulinaccio è il rio che attraversa il paese; il toponimo "Mulinaccio" si estende a tutta la zona, probabilmente per l'antica presenza di un mulino diroccato, poi inglobato in nuove costruzioni. Sulla via di Spazzavento si trova il Rio dei Morticini, che ha poca portata d'acqua e, una volta sceso, diventa Rio di Niccolò. Si trova poi il torrente Menavita da cui negli anni '60 del Novecento l'acqua fu condotta nella zona delle Barche. Vicino alla Fattoria si trova il Rio di Camaldoli. Dalla parte opposta in direzione di Bruceto vi è il Rio Maggio.
Oltre al mulino del Mulinaccio, a Bacchereto era presente il Mulino del Bellini che fu l'ultimo mulino funzionante in paese, fino al secondo Dopoguerra.

## Storia

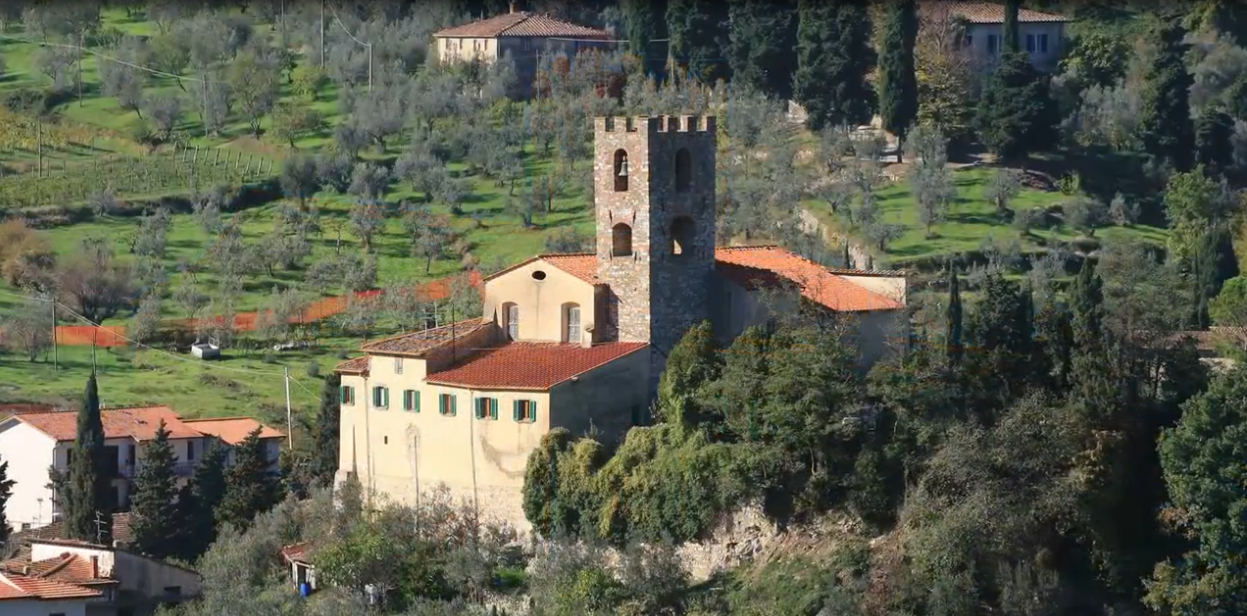
Veduta del borgo di Bacchereto

### Il comune rurale
La vita del borgo rurale, anticamente provvisto di un fortilizio, fu strettamente connessa a quella della vicina Carmignano e, come questa, fu sede di sanguinose battaglie nel corso delle lotte tra Firenze e Pistoia. A metà del Duecento il comune rurale di Bacchereto comprendeva le frazioni e le rispettive chiese di San Giusto in Montalbano e di San Biagio a Fusciano oltre al nucleo del castello con la chiesa di Santa Maria. La pieve era di patrono popolare, vale a dire che la nomina del rettore spettava alla gente, ma sottostava all'assenso del vescovo di Pistoia, secondo quanto descritto in una bolla pontificia di Onorio III del 1219. Nel Liber Focurum del distretto di Pistoia il comunello conta 193 nuclei familiari di cui 9 nobili, 30 poveri e 5 nulla tenenti. Nel 1329 Bacchereto passò sotto la giurisdizione di Firenze, a condizione che vi potessero abitare liberamente guelfi e ghibellini. Nel 1343 entrò a far parte in maniera definitiva del contado fiorentino insieme a Artimino, Castellina di Val d'Arno e Vittolino.

### Introduzione alle maioliche
Fra Quattro e Cinquecento nel borgo era fiorente l'industria della ceramica: erano attive ben sei fornaci.

### Descrizione architettonica della torre
La pieve romanica un tempo situata vicino a San Biagio, fu eretta in epoca medievale sulle rovine dell'antica rocca, come testimoniano la planimetria e il massiccio campanile (già torre d'avvistamento del sistema difensivo di Bacchereto), nonché parte dell'antico rivestimento murario largamente visibile sulla parte destra. L'architettura è stata oggetto nei secoli di numerosi rimaneggiamenti, come attesta l'interno sconvolto da molte decorazioni e sovrastrutture, ed ha subito, nel corso del XX secolo, un intervento di restauro che ha portato all'intonacatura del fianco sinistro e della facciata. All'interno, a navata unica, sono visibili alcuni affreschi del pittore pistoiese Bartolomeo Valiani (1793-1858), raffiguranti il Padre Eterno e San Giovanni Battista che battezza Gesù.

## Società

### Evoluzione demografica
I più antichi dati demografici prevengono dal censimento del 1841. Il totale famiglie a Bacchereto in quell'epoca era di 153. In seguito viene riportata una tabella con la professione dei capo famiglia.
| Settore Primario                  | Settore Primario |
| --------------------------------- | ---------------- |
| Agricoltori                       | 12               |
| Boscaioli                         | 8                |
| Coloni                            | 73               |
| Operanti/Giornalieri              | 27               |
| Totale Primario                   | 120              |
| Settore Secondario                |                  |
| Industria della paglia            | 12               |
| Altre industrie                   | 6                |
| Totale Secondario                 | 18               |
| Settore Terziario                 |                  |
| Commercianti                      | 4                |
| Altri terziario                   | 1                |
| Totale Terziario                  | 5                |
| Totale Capofamiglia               |                  |
| Attivi                            | 143              |
| Inattivi (proprietari, indigenti) | 10               |
| Totale famiglie                   | 153              |

## Fattoria di Bacchereto

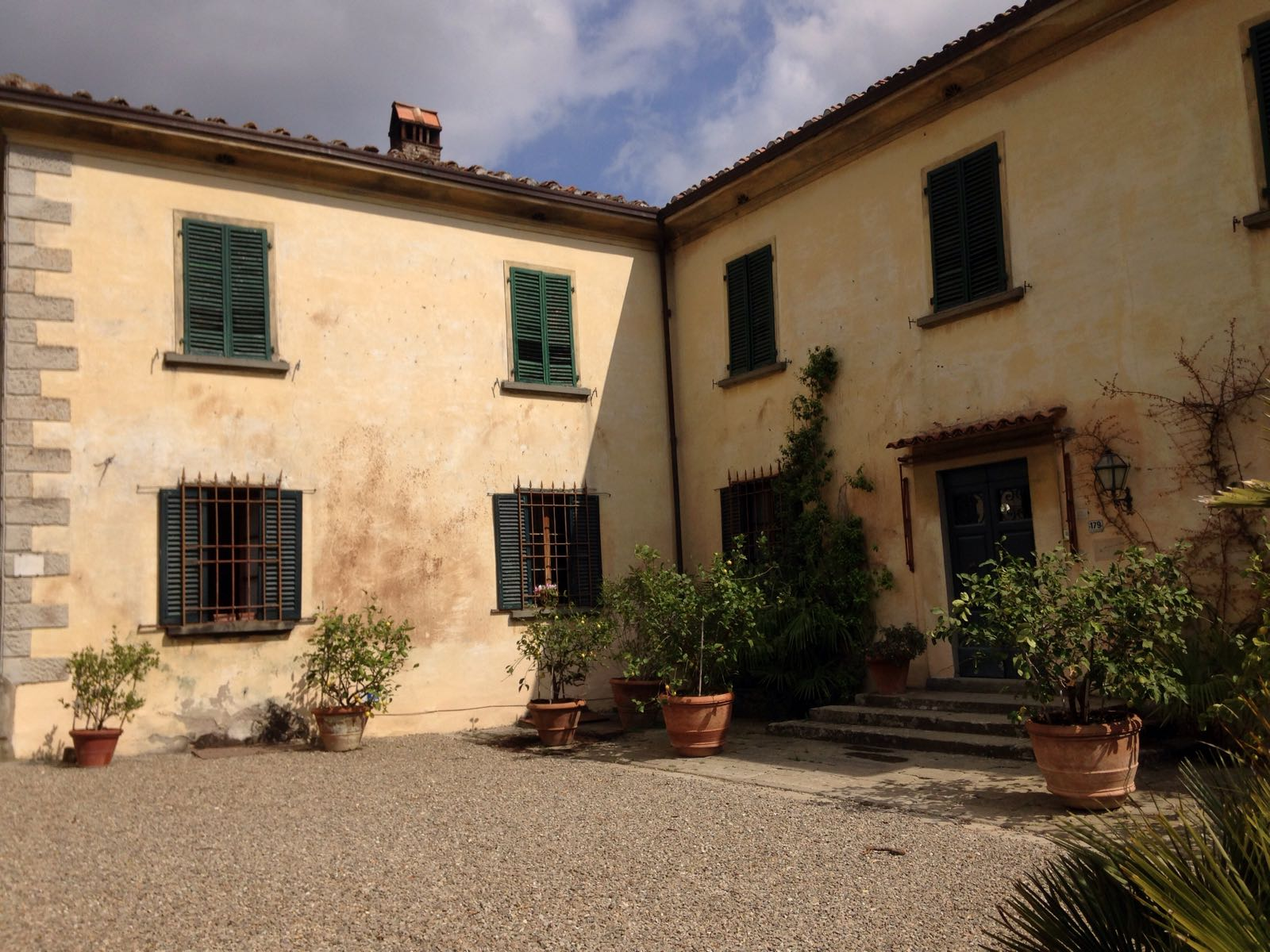
Veduta esterna della villa

La fattoria di Bacchereto è una villa privata che veniva utilizzata già a partire dal 1440 dalla famiglia dei Medici come casa di caccia, dove si andava a passare la notte per ritrovarsi la mattina presto già nella riserva, che era il famoso "Barco Reale".

Il complesso fu acquistato a metà dell'Ottocento dal commerciante Pietro Banci, il quale possedeva venti poderi, tre case da pigionali, due mulini, e una fornace. L'edificio è situato in posizione sopraelevata e panoramica: è una costruzione di origine tardo quattrocentesca, ma radicalmente trasformata da edifici aggiunti negli anni tra il XVII e il XIX. Dall'architettura complessa e molto articolata, mostra ancora, nonostante modifiche posteriori, la struttura originaria rinascimentale evidenziata dalle cornici in pietra serena delle aperture e dalle ammorsature bugnate delle cantonate. Inglobata sul fianco della villa, è una torretta a base circolare su cui si eleva un piccolo campanile del XVII secolo che faceva parte dell'annessa chiesetta. Sul retro si sviluppa un bel giardino settecentesco, secondo i canoni della tradizione toscana.

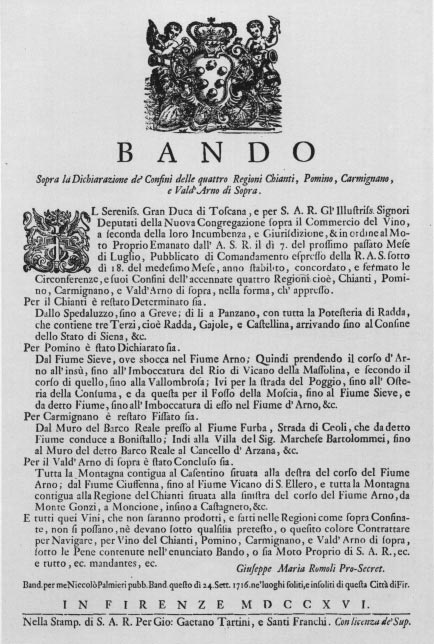
L'editto del 1716 di Cosimo III de' Medici, Granduca di Toscana, dette riconoscimento legale al vino del Carmignano

Il successivo acquirente fu il barone Franchetti, che vendette poi nel 1925 agli attuali proprietari Bencini-Tesi. La villa viene comunemente indicata come Fattoria di Bacchereto. Fanno parte del complesso le seguenti case coloniche:
- Orcio
- Ruota
- Casa Maria
- Casa Toia

L'estensione del territorio di pertinenza è di circa 200 ettari di cui circa metà sono a bosco, 15 a vigneto, gli altri a oliveto. Nell'azienda si producono i seguenti vini:
- Carmignano DOC
- Barco Reale
- Chianti Montalbano DOCG
- Rosato di Carmignano DOC (vin ruspo)
- Vinsanto di Carmignano DOC

Si producono anche vini rossi e bianchi da tavola, olio extra vergine di oliva ottenuto dal frantoio a macine della fattoria e miele.

### La Casa Toia

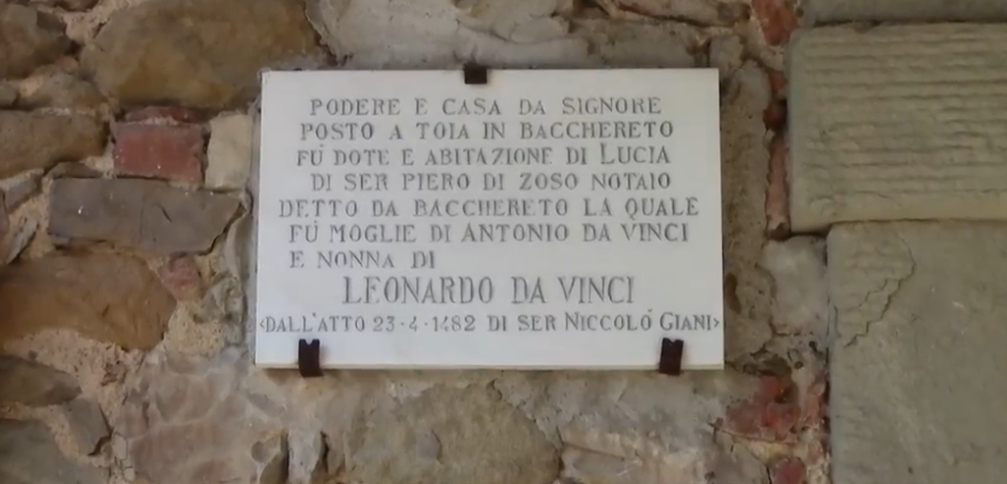
Podere e abitazione della nonna di Leonardo da Vinci

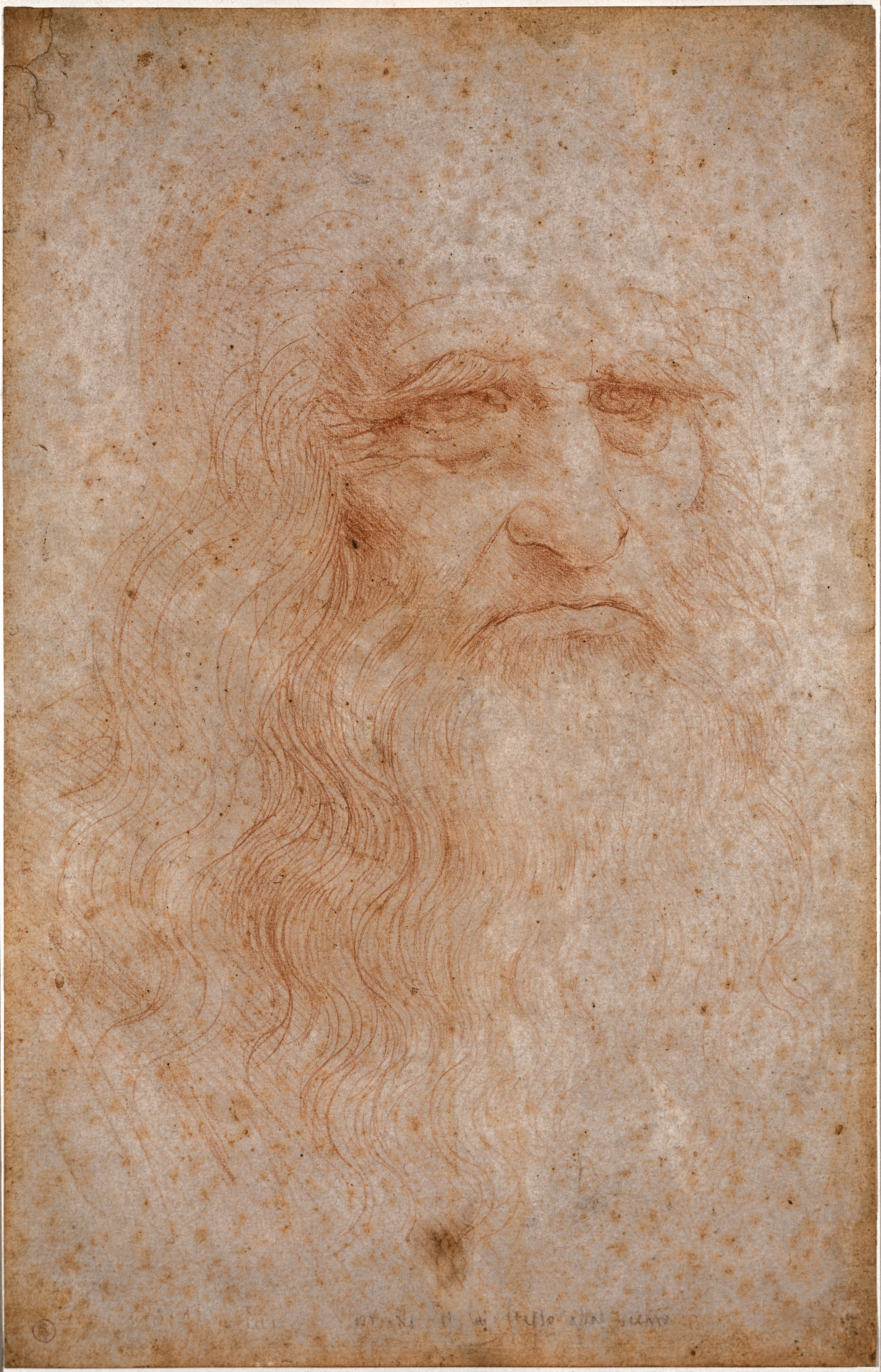
Leonardo da Vinci

La casa Toia è un antico edificio, poco distante dal paese di Bacchereto,  nonostante le ristrutturazioni manifesta ancora la volumetria di una tipica casa signorile medievale. La costituzione, compatta e unitaria in bozze di arenaria a vista, può esser considerata una casa storica poiché qui abitò, come attesta una lapide alla porta d'ingresso la nonna di Leonardo da Vinci, Lucia di Pietro di Zoso.

## Maiolica di Bacchereto
Bacchereto è da ricordare per essere stato dalla fine del Trecento alla metà del Cinquecento un importantissimo centro per la produzione di maioliche. Già alla fine del Trecento si contavano infatti a Bacchereto circa centocinquanta "fuochi", numero assai elevato al tempo. La diffusione di una tale attività in questi luoghi lontani dalla vie di comunicazione stradali e fluviali (essenziali per lo sviluppo ceramico, come dimostrano Montelupo e Capraia), appare abbastanza eccezionale, ed è plausibile ipotizzare che siano stati i monaci della vicina abbazia di San Giusto, favoriti anche dalla composizione particolarmente adatta del terreno, ad avviare gli artigiani locali all'arte della ceramica. La ceramica proveniente da Bacchereto è databile dalla fine del XIV alla metà del XVI secolo, ma appartiene prevalentemente al Quattrocento. Questo centro tuttavia dovette produrre sin dagli inizi oggetti belli e pregiati, se già ai primi del Trecento forniva maioliche all'Ospedale di Santa Maria Nuova a Firenze e poco più tardi anche a quello degli Innocenti, luoghi con ricoverati di rango molto elevato. I motivi decorativi delle ceramiche di Bacchereto, vari a seconda degli stili e delle epoche, assomigliano molto a quelli fiorentini di Montelupo. Purtroppo quasi niente conosciamo degli artigiani che realizzarono opere tanto belle ed eleganti, se escludiamo le pochissime notizie ritrovate all'Archivio di Stato di Firenze. È stata invece individuata un'antica fornace, che dopo attenti restauri tesi a conservare l'aspetto primitivo dell'edificio, è stata ripristinata nel 2010. Il comune di Bacchereto, visti gli innumerevoli reperti presenti nel Museo di Artimino ha deciso di individuare dei locali nel paese dove poter esporre le ceramiche medievali. A partire dal 2016 è possibile visitare il Museo di Bacchereto.

### Maiolica arcaica blu e zaffera a rilievo
Con la maiolica arcaica blu, nella decorazione della ceramiche smaltate viene introdotto l'uso del colore blu cobalto in sostituzione del verde ramina, sostituzione che avviene negli atéliers operanti a Firenze e nel suo contado intorno alla metà del Trecento.
La presenza della maiolica arcaica blu e della zaffera a rilievo tra i materiali di Bacchereto è un fattore significativo e importante. I due gruppi ceramici compaiono, insieme alle forme ormai standardizzate della maiolica arcaica e altre produzioni fittili. Questo dato conferma il progressivo consolidamento di un centro artigianale come Bacchereto capace di soddisfare una domanda diversificata, proveniente dai vari strati della società e nello stesso tempo in grado di produrre esemplari di ceramiche pregiate. La provenienza di queste due classi ceramiche dagli stessi atéliers è stata spesso ipotizzata sulla base di precisi contesti stratigrafici e il recupero di Bacchereto convalida l'ipotesi fatta, in quanto entrambi i gruppi sono presenti tra i materiali della discarica. L'arco cronologico della produzione della maiolica arcaica blu sembra abbastanza ristretto e si dovrebbe concludere con la fine del '300.
I pochi esemplari in maiolica arcaica blu restituiti dal contesto in esame sono di impasto bianco e depurato ed appartengono all'ultima fase di produzione della ceramica.
La zaffera a rilievo, classificata dagli studiosi in un gruppo con proprie caratteristiche ben definite, sostituisce la maiolica arcaica blu nella categoria delle ceramiche di pregio e la sua produzione si colloca sul finire del XVI secolo.

### Italo-moresca
La prima maiolica italiana rinascimentale, l'italo-moresca, è nata come imitazione locale delle ceramiche ispano-moresche. Conosciuta maggiormente in Toscana durante il XV secolo, è particolarmente presente nel territorio del medio Valdarno, dove è stata prodotta in grandi quantità in centri come Firenze, Montelupo e Bacchereto.
La maiolica italo-moresca di Bacchereto presenta una notevole varietà di forme e decorazioni, ed è anche diversificata cronologicamente. La caratteristica comune di tutta la produzione è un impasto chiaro, spesso bianco e molto depurato.

## Monumenti e luoghi di interesse

### Architetture religiose
- Pieve di Santa Maria Assunta

### Architetture civili
- Casa Toia di Lucia di Zoso, nonna paterna di Leonardo, dove il genio è cresciuto e forse nato

## Cultura

### Musei
- Museo archeologico di Artimino: nella sala delle ceramiche sono stati riportati i ritrovamenti delle maioliche
- Museo archeologico di Bacchereto

### Eventi
- Festa della ciliegia
- Sagra del fico
- Festa della castagna
- Festa quinquennale della Madonna

## Sport

### Calcio
Nel 1972 ha inizio l'associazione di calcio giovanile con la vittoria di due campionati CSI Pistoia del 1977-1978.
Nel 1992 con l'aiuto dell'associazione CSI Prato è stato fondato un nuovo club.

### Podismo
Questa attività è stata attiva dal 1975 al 1986

### Ciclismo
Bacchereto è sede del Giro Ciclistico del Montalbano, competizione per dilettanti creata nel 1954 da Luigi Bellini e Luciano Lenzi. Dal 2017 la prova è organizzata dall'U.C. Seanese Corse di Carmignano (subentrata alla storica Ciclistica Pratese 1927) e, al 2022 (66ª edizione), è inclusa nel calendario nazionale come prova 1.12 per Elite e Under-23.

### Sci
Lo Sci Club Bacchereto nasce in ambito Polisportiva nel 1998. Attualmente è un'attività indipendente.

### Palla Tamburello
Nel 2017 con l'iscrizione alla FIPT ha inizio l'attività di Palla Tamburello della Polisportiva Bacchereto.